# Ralph Steinman
Ralph Marvin Steinman (n. 14 ianuarie 1943, Montréal, provincia Québec, Canada – d. 30 septembrie 2011, New York City, New York, SUA) a fost un biolog și imunolog canadian, laureat al Premiului Nobel pentru Fiziologie sau Medicină în 2011, pentru descoperiri în domeniul activării imunității înnăscute. Steinman a primit jumătate din premiu, cealaltă fiind acordată lui Bruce Beutler și Jules Hoffmann.
Steinman a fost anunțat drept laureat al Premiului Nobel în ziua de 3 octombrie 2011, la trei zile după decesul său. Premiul Nobel nu se acordă postum. Institutul Karolinska a decis totuși acordarea premiului, motivând că în momentul deciziei comisia de acordare a premiului nu știa că Steinman murise.